# ظامر العليا (بعدان)

تعديل مصدري - تعديل

ظامر العليا هي إحدى قرى عزلة بني منصور بمديرية بعدان التابعة لمحافظة إب، بلغ تعداد سكانها 194 نسمة حسب تعداد اليمن لعام 2004.